# Kim Min-ju
Đây là một tên người Triều Tiên, họ là Kim.
Kim Min-ju (tiếng Hàn: 김민주, sinh ngày 5 tháng 2 năm 2001) là một nữ ca sĩ, diễn viên và MC người Hàn Quốc thuộc sự quản lý của công ty Urban Works. Cô còn là cựu thành viên nhóm nhạc nữ IZ*ONE hoạt động từ năm 2018 đến năm 2021. Hiện tại, cô thuộc quản lý của Management SOOP với tư cách là diễn viên để tập trung sự nghiệp vào diễn xuất.

## Sự nghiệp
Năm 2018, Kim Min-ju tham gia chương trình truyền hình thực tế sống còn của Mnet Produce 48. Trong đêm chung kết, cô xếp thứ 11 chung cuộc và trở thành thành viên của nhóm nhạc nữ Hàn Quốc–Nhật Bản IZ*ONE.
29/10/2018:  Kim Min-ju cùng IZ*ONE chính thức ra mắt với album đầu tay của nhóm, Color*Iz.
13/6/2020: Kim Min-ju chính thức trở thành MC cố định của chương trình âm nhạc hàng tuần Show! Music Core của MBC.
29/4/2021: Kim Min-ju cùng IZ*ONE kết thúc mọi hoạt động sau hai năm rưỡi quảng bá. Cô trở về Uban Works Entertainment với vai trò nghệ sĩ của công ty.
17/8/2021: Kim Min-ju trở thành MC cố định cho show giải trí mới 구해줘! 숙소 của MBC.
1/9/2022: Kim Min-ju rời Urban Works và ký hợp đồng với Management SOOP. 

## Danh sách phim

### Chương trình truyền hình
| Năm       | Kênh | Tên              | Ghi chú           |
| --------- | ---- | ---------------- | ----------------- |
| 2018      | Mnet | Produce 48       | Thí sinh tham gia |
| 2018–2020 | Mnet | IZ*ONE Chu       |                   |
| 2020      | MBC  | Show! Music Core | MC cố định        |

### Phim truyền hình
| Năm  | Kênh | Tên                    | Vai                     | Ghi chú |
| ---- | ---- | ---------------------- | ----------------------- | ------- |
| 2018 | MBC  | Tempted                | Choi Su-ji (lúc nhỏ)    |         |
| 2022 | MBC  | The Forbidden Marriage | Ahn Ja Yeon / Cha-nyeon |         |
| 2024 | SBS  | Connection             | Oh Yun-jin (lúc nhỏ)    |         |

### Phim mạng
| Năm  | Kênh     | Tên      | Vai            | Ghi chú |
| ---- | -------- | -------- | -------------- | ------- |
| 2019 | Playlist | A-TEEN 2 | Bạn của A-hyun | Cameo   |

### Phim điện ảnh
| Năm  | Tên                    | Vai           | Ghi chú |
| ---- | ---------------------- | ------------- | ------- |
| 2019 | The Fault Is Not Yours | Choi Soo-yeon |         |
| 2024 | Hear Me: Our Summer    | Gaeul         |         |

### Video âm nhạc
| Năm  | Nghệ sĩ                    | Bài hát       | Ghi chú |
| ---- | -------------------------- | ------------- | ------- |
| 2016 | iKON                       | #WYD          |         |
| 2018 | Kriesha Chu                | Like Paradise |         |
| 2021 | Soyou X IZ*ONE (feat.pH-1) | ZERO:ATTITUDE |         |